# 後寮 (雲林縣)
後寮，原寫為後藔，是臺灣雲林縣水林鄉的一個傳統地域名稱，位於該鄉中部偏東南。相較於今日行政區，其範圍大致包括後寮村、海埔村南端及東南部、溪墘村西北部，以及因河道變遷而改劃至嘉義縣六腳鄉的永賢村北端。

## 歷史
臺灣清治末期至日治初期，後寮地區為一（舊制）街庄，稱為「後藔庄」，隸屬於蔦松堡。該庄北與水燦林庄為鄰，東北與土間厝庄為鄰，東及東南與溪墘厝庄為鄰，南邊隔北港溪與竹仔腳庄為界，西南邊為蕃薯厝庄，西邊為尖山庄。
1901年（日治明治三十四年）11月，全臺廢縣廳改設二十廳，該庄隸屬於斗六廳。1903年（明治三十六年）6月，該庄編入「頂蔦松區」，隸屬於斗六廳。1909年（明治四十二年）10月，合併二十廳為十二廳，頂蔦松區改隸屬於嘉義廳。1920年（大正九年），全臺地方制度大改正，廢十二廳改設五州二廳，該庄改制並雅化為「後寮」大字，隸屬於臺南州北港郡水林庄（新制街庄）。
戰後水林庄改制為水林鄉，隸屬於臺南縣，大字亦改制為村。1950年10月，雲、嘉、南分治，水林鄉改隸屬雲林縣。

## 聚落
本地區發展較早的聚落有後藔、後藔埔等，在日治期初期的官方地圖上已有記載。

## 交通
鄉道雲153線是牛挑灣至埔仔的道路，經過本地區西部的後寮埔聚落。由該道路向北北東可前往水林、萬興東部、牛挑灣，並止於縣道155號路口；向南南西可前往蕃薯厝地區東部、頂蔦松，並止於鄉道雲155線路口（埔仔聚落東北郊，蔦松聚落北郊，距蔦松聚落較近）。
鄉道雲154線是大尖山至扶朝里的道路，經過本地區後寮埔、後寮兩個聚落。由該道路向西微北可前往尖山地區的大尖山聚落並止於鄉道雲151線轉角路口；向北北東轉北北西至水林地區東南部的海埔寮聚落轉東，可前往本地區東北部、溪墘厝地區北部的湖子內聚落、扶朝家，並止於鄉道雲163線路口。